# Delta pensile
Delta pensile är en stekelart som först beskrevs av Henri Saussure 1890.  Delta pensile ingår i släktet Delta och familjen Eumenidae. Inga underarter finns listade i Catalogue of Life.